# Liste der afghanischen Botschafter im Vereinigten Königreich

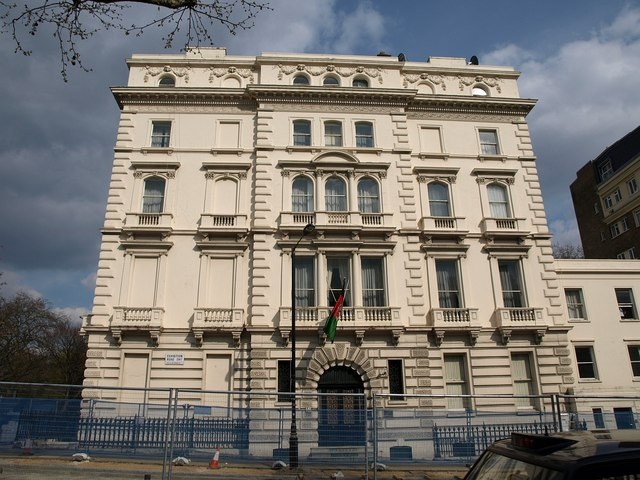
Der afghanische Ambassador to the Court of St James’s residiert in London

Liste der afghanischen Botschafter im Vereinigten Königreich.

## Botschafter
| Ernannt / Akkreditiert | Name                            | Bemerkungen | ernannt während der Regierung von | akkreditiert während der Regierung | Posten verlassen |
| ---------------------- | ------------------------------- | --- | --------------------------------- | ---------------------------------- | ---------------- |
| Juni 1922              | Abdul Hadi Dawi                 | Ministre plénipotentiaire                                                                                                 | Amanullah Khan                    | Andrew Bonar Law                   | 1923             |
| Juni 1923              | Said Qasem Khan                 | Geschäftsträger | Amanullah Khan                    | Stanley Baldwin                    | 1925             |
| Apr. 1925              | Shuja ud Dawla                  | Ministre plénipotentiaire                                                                                                 | Amanullah Khan                    | Ramsay MacDonald                   | 1929             |
| Juni 1930              | Sardar Wali                     | Onkel von Mohammed Sahir Schah                                                                                            | Mohammed Nadir Schah              | Ramsay MacDonald                   | 1931             |
| 1931                   | Ahmad Ali Sulaiman              | Mitglied der Baraksai-Dynastie                                                                                            | Mohammed Nadir Schah              | Ramsay MacDonald                   | 1932             |
| 1933                   | Ali Mohammad Khan               | Mitglied der Baraksai-Dynastie                                                                                            | Mohammed Sahir Schah              | Ramsay MacDonald                   | 1937             |
| 1938                   | Ahmad Ali Sulaiman              | Mitglied der Baraksai-Dynastie                                                                                            | Mohammed Sahir Schah              | Arthur Neville Chamberlain         | 1945             |
| 1945                   | Sardar Mohammad Naim Khan       | Cousin von Mohammed Sahir Schah                                                                                           | Mohammed Sahir Schah              | Winston Churchill                  | 1948             |
| 1949                   | Sardar Faiz Mohammad Zakria     | Mitglied der Baraksai-Dynastie, Sardar Haji Faiz Muhammad Khan Zikeria                                                    | Mohammed Sahir Schah              | Winston Churchill                  | 1950             |
| Juni 1950              | Sardar Wali                     | Onkel von Mohammed Sahir Schah                                                                                            | Mohammed Sahir Schah              | Winston Churchill                  | 1952             |
| 1952                   | Najibullah Torwayana            | | Mohammed Sahir Schah              | Winston Churchill                  | 1954             |
| 1954                   | Mohammad Haschim Maiwandwal     | | Mohammed Sahir Schah              | Winston Churchill                  | 1957             |
| 5. Dez. 1957           | Mohammed Kabir Ludin            | | Mohammed Sahir Schah              | Harold Macmillan                   | 1960             |
| 1960                   | Faiz Mohammad Zakria            | Mitglied der Baraksai-Dynastie                                                                                            | Mohammed Sahir Schah              | Harold Macmillan                   | 1961             |
| 1961                   | Mohammed Kabir Ludin            | | Mohammed Sahir Schah              | Harold Macmillan                   | 1962             |
| 1962                   | Abdullah Malikyar               | | Mohammed Sahir Schah              | Harold Macmillan                   | 1964             |
| März 1967              | Abdul Majid                     | | Mohammed Sahir Schah              | Harold Wilson                      | 1971             |
| 1971                   | Sardar Zalmai Mahmud            | Cousin von Mohammed Sahir Schah                                                                                           | Mohammed Sahir Schah              | Edward Heath                       | 1973             |
| 1974                   | Hamidullah Enayat Seraj         | Neffe und Schwiegersohn von King Amanullah, Hamidullah Enayat Seraj, 1971 Bildungsminister, 1976 Botschafter in Neu-Delhi | Mohammed Sahir Schah              | Harold Wilson                      |                  |
| März 1973              | Abdul Rahman Pazhwak            | | Mohammed Sahir Schah              | Edward Heath                       | 1977             |
| 1978                   | Mohammad Abdul Wakil            | | Nur Muhammad Taraki               | James Callaghan                    | 1979             |
| 1981                   | kein akkreditierter Botschafter | | Babrak Karmal                     | Margaret Thatcher                  | 2001             |
| 2002                   | Ahmad Wali Massoud              | | Hamid Karzai                      | Tony Blair                         | 2006             |
| 2006                   | Rahim Sherzoy                   | | Hamid Karzai                      | Tony Blair                         | 2009             |
| 2009                   | Humayon Tandar                  | | Hamid Karzai                      | Gordon Brown                       | 2011             |
| 2011                   | Hameed Haami                    | Geschäftsträger | Hamid Karzai                      | David Cameron                      | 2012             |
| 2012                   | Mohammad Daud Yaar              | | Hamid Karzai                      | David Cameron                      |                  |